# 滿洲國祭祀府
滿洲國祭祀府為滿洲國皇帝的直隷機關。

## 概要

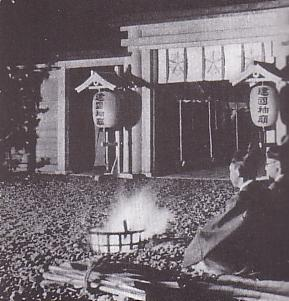
建国神廟鎮座祭

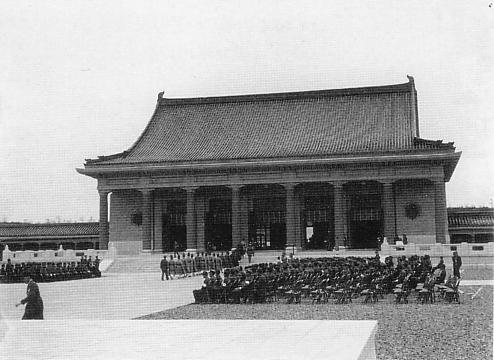
建国忠霊廟

1940年設立本機關，負責同年7月創建的建國神廟與建國忠靈廟的祭祀與管理工作。

## 歷代祭祀府總裁
1. 橋本虎之助

## 歷代祭祀府副總裁
1. 沈瑞麟（1935年1月—？）